# Jijoca de Jericoacoara
Jijoca de Jericoacoara is een gemeente in de Braziliaanse deelstaat Ceará. De gemeente telt 16.880 inwoners (schatting 2009).
De gemeente grenst aan de Atlantische Oceaan, Bela Cruz, Cruz en Camocim.